# Abramowszczyzna 1
Abramowszczyzna 1 (biał. Абрамаўшчына 1, Abramaŭščyna 1; ros. Абрамовщина 1, Abramowszczina 1) – wieś na Białorusi, w obwodzie grodzieńskim, w rejonie smorgońskim. Wchodzi w skład sielsowietu Wiszniewo. Znajduje się 24 km od Smorgoń, 12 km od Wiszniewa. W odległości 8 km na zachód znajduje się wieś Abramowszczyzna 3.

## Historia
Pierwsza wzmianka o wsi Abramowiec pochodzi z 1551 r. Nazwa pochodzi od antroponimu Abram. W 1865 roku wieś leżała należała do Zaniewskich. W 1900 r. leżał w gminie Wojstom w powiecie święciańskim guberni wileńskiej. W dwudziestoleciu międzywojennym wieś znalazła się w granicach II Rzeczypospolitej, od 1926 r. gmina Wojstom leżała w powiecie wilejskim w województwie wileńskim. 
W 1938 r. Abramowszczyzna 1 składała się z folwarku (2 domy, 16 dusz), chutoru (1 dwór, 3 dusze) i wsi (81 domów, 388 dusz). 
Po agresji ZSRR na Polskę w 1939 roku wieś znalazła się pod okupacją sowiecką, w granicach BSRR. W latach 1940–1954 miejscowość była siedzibą sielsowietu. W latach 1941–1944 była pod okupacją niemiecką. Od 1944 r. wieś leżała w obwodzie mołodeczańskim, a od 1960 r. grodzieńskim BSRR. Od 1991 roku w Republice Białorusi.
30 września 1890 r. we wsi, w parafii w Wojstomie urodził się Antoni Leszczewicz, polski duchowny katolicki, błogosławiony Kościoła rzymskokatolickiego.

## Demografia
- 1865 - 124 mieszkańców
- 1931 - 407 mieszkańców
- 1999 - 165 mieszkańców
- 2009 - 108 mieszkańców[2]